# Noeba (gebergte)

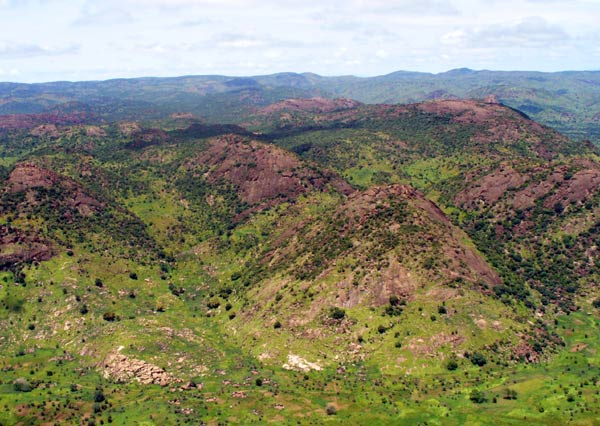
Noeba-bergen

De Noeba (ook Nuba, Nouba of Noba) is een gebergte in de regio Zuid-Kordofan in Soedan. Het gebergte bestrijkt een gebied van circa 40 km bij 90 km en steekt rond 450 tot 900 meter boven de vlakte in de regio uit. In het berggebied wonen de Noeba-volkeren.